# Burak Eşlik
Burak Eşlik (Istanbul, 9 febbraio 1994) è un cestista turco.